# Kikuchi Dairoku
Kikuchi Dairoku est un nom japonais traditionnel ; le nom de famille (ou le nom d'école), Kikuchi, précède donc le prénom (ou le nom d'artiste).
Le baron Kikuchi Dairoku (菊池 大麓), né le 17 mars 1855 à Edo au Japon et décédé à l'âge de 62 ans le 19 août 1917 à Tokyo, est un mathématicien japonais de l'ère Meiji. Il enseigna notamment à l'université impériale de Tokyo et fut même ministre de l'Éducation.

## Biographie
Second fils de Mitsukuri Shuhei, Kikuchi est né à Edo (l'actuelle ville de Tokyo) en 1855. Après avoir étudié au Bansho Shirabesho, l'institut d'étude du shogunat des matières occidentales, il est envoyé au Royaume-Uni en 1866, à l'âge de 11 ans, pour étudier. Il est alors le plus jeune membre d'un groupe de Japonais envoyé par le shogunat Tokugawa à l'University College School (en) sur les conseils du ministre britannique des Affaires étrangères Edward Stanley, 15ème comte de Derby.
Kikuchi retourne de nouveau en Angleterre en 1870 et devient le premier Japonais diplômé de l'université de Cambridge (St John's College) et le seul de l'université de Londres du XIXe siècle. En 1873, il finit premier de sa promotion à Cambridge et obtient le premier prix en latin et en mathématiques. Il se spécialise en physique et en mathématiques et assiste à la conférence internationale de Washington de 1884.
À son retour au Japon, il devient successivement président de l'université impériale de Tokyo, ministre de l'Éducation (de 1901 à 1903) et président de l'université impériale de Kyoto. Il réalise un manuel de géométrie élémentaire qui est le plus utilisé au Japon jusqu'à la fin de la Seconde Guerre mondiale.
Kikuchi est élevé au titre de baron (kazoku) en 1902 et devient le huitième président de l'école pour aristocrates Gakushūin. Il est aussi brièvement le premier président de l'institut de recherche scientifique du Japon (Rikagakukenkyusho ou RIKEN). Il meurt en 1917.

## La famille Mitsukuri
Kikuchi était membre d'une des plus distinguées et influentes familles de lettrés, la famille Mitsukuri, qui était au centre de décision du système éducatif du Japon durant l'ère Meiji. Son grand-père avait étudié les études néerlandaises. Son père, Mitsukuri Shuhei, avait enseigné au Bansho Shirabesho (« Institut d'étude des livres barbares »). 
Le baron eut quatre enfants : 
- Tamiko Minobe née Kikuchi, épouse de Tatsukichi Minobe et mère de Ryōkichi Minobe,
- Chiyoko Hatoyama née Kikuchi, qui épousa Hideo Hatoyama de l'éminente famille Hatoyama, dont elle eut un fils, Michio Hatoyama,
- Taiji Kikuchi (1893 - 1921). Physicien prometteur, il est mort prématurément au cours de ses études au Laboratoire Cavendish à Cambridge, probablement d'un empoisonnement aux radiations[3].
- Seishi Kikuchi (1902 - 1974), lui aussi physicien.

### Étudiants japonais à Cambridge
D'autres Japonais ayant étudié à l'université de Cambridge après Kikuchi:
- Inagaki Manjirō
- Kishichiro Okura
- Suematsu Kenchō
- Tanaka Ginnosuke

### Britanniques contemporains à Cambridge
Britanniques contemporains de Kikuchi à l'université de Cambridge :
- Donald MacAlister (en)
- Karl Pearson — proche ami et contemporain de Kikuchi à l'University College School (en) et à l'université de Cambridge
- Charles Algernon Parsons

## Crédit d'auteurs
- (en) Cet article est partiellement ou en totalité issu de l’article de Wikipédia en anglais intitulé « Kikuchi Dairoku » (voir la liste des auteurs).